# 2021년 요소수 대란
2021년 요소수 대란은 2021년 10월부터 대한민국과 유럽 지역에서 확산된 요소수의 품귀 현상을 의미한다.

## 요소수

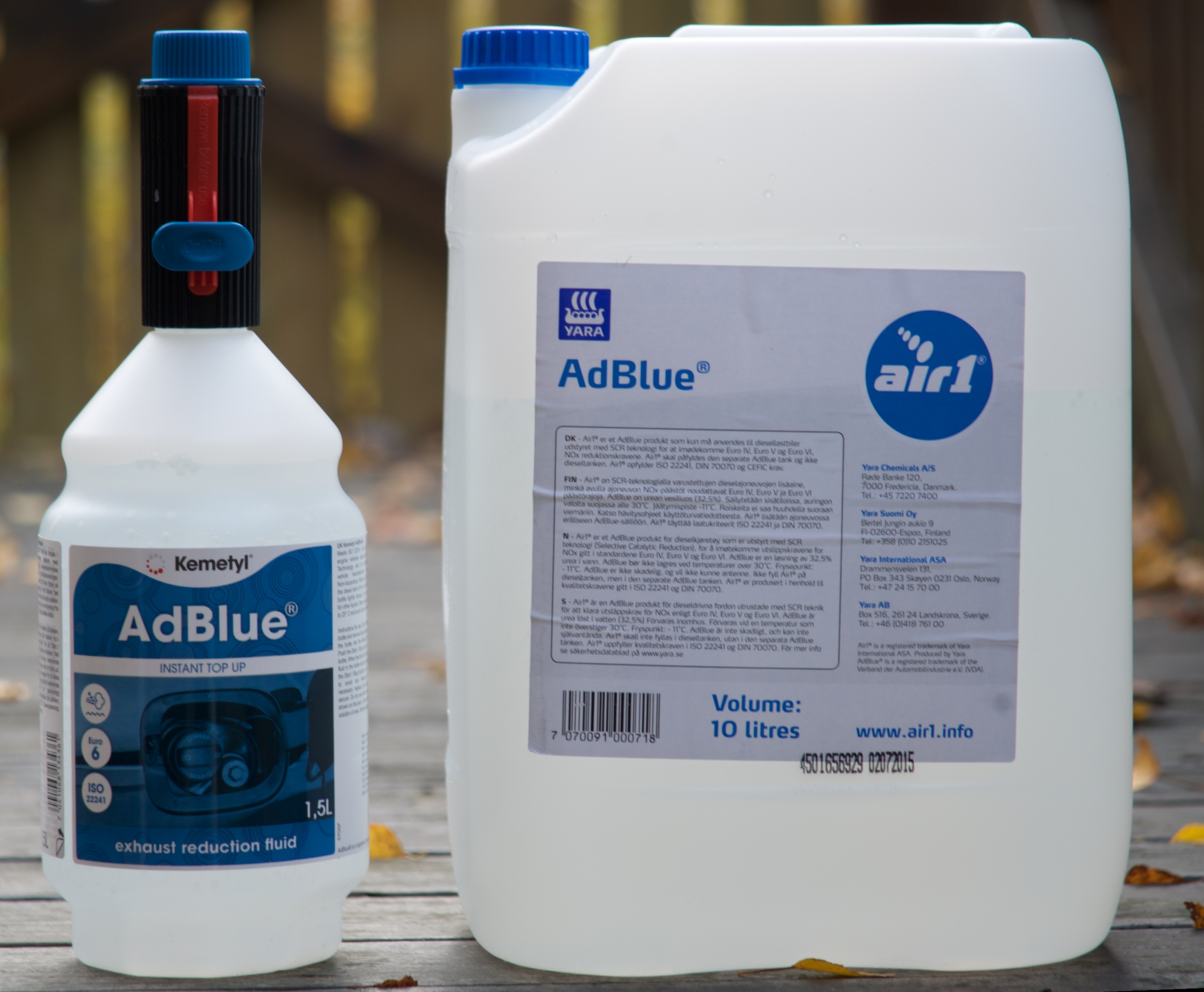
1.5L와 10L 요소수

요소수(尿素水) 또는 디젤배기유체(DEF; Diesel exhaust fluid) 또는 AUS 32(Aqueous Urea Solution 32%)는 디젤 엔진에서 선택적 촉매 환원을 통해 질소 산화물을 질소로 환원시켜 대기오염 물질 배출의 양을 절감하기 위해 쓰이는 표준화된 농도의 요소의 수용액이다.
ISO 22241에 의해 32.5%의 요소((NH
2)
2CO)와 67.5%의 탈이온수(정제수의 일종)를 쓰도록 정해졌다.

## 개요

### 원인
이번 '중국발 요소수 공급 문제'는 '비료부족' 등 중국 내부의 상황이 가장 크다. 최근 국제적으로 화학비료의 주 생산원료인 천연가스, 유황, 석탄 등의 가격이 급등하고 있고, 여기에 중국 내 전력난까지 겹치며 화학비료와 요소 생산이 위축됐다는 분석이 나오고 있다.
그렇지만 여전히 한편에선 이번 중국발 요소수 부족사태가 '외교적 원인' 에서 비롯됐다는 이야기도 나오고 있다.

#### 외교적 원인
원인은 중국 - 호주의 갈등이다. 갈등의 원인은 호주가 화웨이의 5세대 이동통신 네트워크 참여를 금지한 2018년이 시발점이었다. 이에 따라 중국도 수입규제로 호주에 맞서기 시작했다. 호주에서 생산된 목재, 소고기, 와인, 구리, 면화, 구리 광석, 석탄 등이 주요 수입제한 대상이었다.
또 호주에서는 중국과의 교류 확대로 경제적 이익이 커졌다는 시각보다는 이권 개입과 강력한 정치적 입장으로 호주사회가 정치, 경제적으로 더 위축되는 것 아니냐는 반작용이 세지며 반중여론은 더 커졌다.
실제로 2017년 중국계 후원자와 유착의혹으로 샘 대스티아리 상원의원이 사퇴했다. 2020년에는 모슬만 상원의원이 비슷한 친중 유착 의혹 등으로 여론의 비난 끝에 의원직을 그만두었다.
'중호갈등'은 스콧 모리슨 호주 총리가 중국의 책임론을 묻는듯 한 '코로나19 기원에 대한 국제조사'를 지지한다고 밝히고, ‘법치에 기반한 자유롭고 개방된 인도·태평양’을 목표로 한다며 미국·호주·일본·인도가 '쿼드'(Quad)에 참여해 대중국 견제 협력을 과시하자 더욱 심화되었다.

## 전개
많은 이유로 중국 내 석탄발전량이 급감하며 최악의 정전사태가 발생하고 있으며 이어서 요소 생산량도 급감하면서 농업용 비료 생산 등을 위해 중국 정부는 한달 전부터 요소 수출을 제한한 상태다.
이로 인해 우리나라 요소 수입이 급감하면서 요소수 생산에 차질이 빚어지고 있다.
여기에 2015년부터 강화된 환경 정책에 따라 이후 판매된 디젤 승용차에 SCR가 장착되면서 요소수가 필요한 승용차도 늘어났다. 일반 디젤 승용차 중 요소수가 필요한 차량을 업계에서는 200만대로 추산한다. 이에 따라 2015년 국내 요소수 판매량은 6252만ℓ에서 지난해 2억2000만ℓ로 3배 이상 늘어났다. 따라서 요소수가 부족하면 디젤차량 운행이 사실상 어려워진다. 특히 화물 트럭이 받는 피해는 상당할 것으로 보인다. 트럭 종류와 연비에 따라 다르지만 일반적으로 600~700km를 이동하는 데 요소수 10ℓ를 사용한다. 서울·부산을 왕복해야 하는 화물 트럭의 경우 한 달에 수차례 요소수를 채워야만 운행이 가능하다. 김필수 대림대 미래자동차학과 교수는 "도로를 달리는 트럭의 절반이 요소수를 사용하고 있다고 해도 과언이 아니다"며 "소방차를 비롯해 견인차, 크레인 등 화물차와 기타 건설장비 특수차도 요소수를 사용하는 만큼 요소수가 부족하면 응급 상황에 대처할 수 없는 일이 발생할 수도 있다"고 말했다.
중국은 요소 주원료인 암모니아를 석탄에서 추출하고 있는데 최근 중국 내 석탄가격이 급등하면서 요소가격이 급상승하고 품귀 현상까지 빚어졌다. 업계 관계자는 "CIQ를 명분으로 요소 수출이 지연되거나 속속 취소되고 있다"며 "중국 내에서 쓸 요소도 부족해지자 서둘러 수출을 제한한 것"이라고 전했다. 국내 요소 수입량의 약 3분의 2를 차지하는 중국이 요소 수출을 제한하자 디젤차량 운행에 반드시 필요한 요소수가 국내에서 바닥나고 있다. 수출제한 이후 불과 2주 사이에 국내 요소수 가격이 10~15% 오르고 사재기까지 벌어지기 시작했다. 관련 업계는 중국의 수출제한이 지속될 경우 이르면 올해 말부터 국내 요소수 재고가 완전히 동날 것으로 우려하고 있다. 요소수가 없으면 디젤차량 운행이 불가능해지는 만큼 대형 화물차 등이 멈춰 서면 물류대란으로 번질 가능성이 높다.
국내 요소수 제조사들은 요소를 전량 수입에 의존하고 있다. 중국에서 수입하는 비중은 전체 수입량의 66%에 달한다. 인도네시아 카타르 등에서도 수입하고 있지만 세계 요소 생산의 30%를 책임지는 중국이 수출제한에 나서면서 요소 부족 현상은 도미노처럼 다른 국가로 번지고 있다.
12월에 접어들며 안정화 국면에 접어들었다. 12월 1일 중국에서 3000톤을 들여오면서 3일 기준 5,960톤을 기록했다. 12월 6일, 대한민국 정부는 요소수 구입 편의성을 증진시키기위해 온라인 유통 방안을 고려하고 있다고 밝혔다.

## 매점매석
대한민국 정부가 8일 요소수를 매점매석하거나 불법적으로 유통하는 행위에 대한 단속에 돌입했지만 온라인 공간을 중심으로 폭리를 취하려는 판매자들이 여전히 활개를 치고 있다는 지적이 나온다.
통상 가격의 10배에 달하는 제품인데도 당장 생계를 위협받는 화물기사, 택배기사 등을 중심으로 구매 경쟁이 벌어지면서 금방 동이 나는 상황이다.

## 같이 보기
- 한일 무역 분쟁
- 미국-중국 무역 전쟁